# Бебето: Тайната на изгубената легенда
„Бебето: Тайната на изгубената легенда“ (на английски: Baby: Secret of the Lost Legend) е американски приключенски фентъзи от 1985 г. на режисьора Бил Л. Нортън и участват Уилям Кат, Шон Йънг, Патрик Макгухън и Джулиън Фелоус.
Продуциран от „Уолт Дисни Студиос“ и пуснат под етикета си „Тъчстоун Филмс“, премиерата му е на 22 март 1985 г.